# 須崎くろしお病院
医療法人五月会須崎くろしお病院（いりょうほうじんさつきかいすさきくろしおびょういん）は、高知県須崎市にある医療機関。医療法人五月会が運営する病院である。高知県の災害拠点病院であり、DMATチームを有する。緩和ケア病棟10床を有する。

## 沿革
出典
- 1985年 (昭和60年)
  - 50床にて開院：外科・内科・整形外科・小児科・放射線科

- 1986年 (昭和61年)
  - 20床増床　計70床

- 1987年 (昭和62年)
  - 脳神経外科　開設　増築増床40床　計110床

- 1988年 (昭和63年)
  - リハビリテーション科・眼科・耳鼻咽喉科　開設

- 1990年 (平成2年)
  - 医療法人五月会　創立

- 1994年 (平成6年)
  - 介護老人保健施設　暖流　開設

- 1995年 (平成7年)
  - 訪問看護ステーション　すさき　開設
  - 泌尿器科　開設　15床増床　計125床

- 1996年 (平成8年)
  - 高知県災害医療支援病院　指定

- 1999年 (平成11年)
  - 病後児保育所　スマイルハウス　開設

- 2000年 (平成12年)
  - 新館増築・増床39床　計164床
  - 産婦人科・健診センター・居宅支援事業所　くろしお　開設

- 2001年 (平成13年)
  - 病院機能評価（一般病院種別A Ver.3）認定

- 2003年 (平成15年)
  - 回復期リハビリテーション病棟　開設
  - 電子カルテシステム（外来業務）運用開始

- 2004年 (平成16年)
  - 総合リハビリテーション　開設

- 2006年 (平成18年)
  - 認知症対応型共同生活介護グループホーム　ぬっく須崎　開設
  - 病院機能評価（審査体制区分2(Ver.5.0)）更新認定

- 2007年 (平成19年)
  - 皮膚科　開設
  - 緩和ケア病棟（美浪病棟） 開設　10床 （許可病床160床）

- 2009年 (平成21年)
  - 電子カルテシステム（外来業務）更新
  - DPC算定開始
  - リハビリテーションを入院患者様に対し、元旦を除き毎日ご提供開始
  - 医用画像保管・電送システム（PACS）稼動

- 2010年 (平成22年)
  - リハビリテーション 入院患者様に対し、365日ご提供開始

- 2011年 (平成23年)
  - 病院機能評価（審査体制区分2(Ｖｅｒ.6.0)）更新認定
  - 電子カルテシステム（病棟業務）運用開始

- 2016年 (平成28年)
  - 病院機能評価　更新認定　[主たる機能：一般病院1 機能種別版評価項目3rdG：Ver.1.1]

- 2017年 (平成29年)
  - 電子カルテシステム・PACS・各部門システム更新

- 2020年 (令和2年)
  - 許可病床160 床から 158 床に変更

## 診療科
- 総合診療科
- 内科
- 外科
- 整形外科
- 脳神経外科
- 眼科
- 小児科
- 耳鼻咽喉科
- 泌尿器科
- 皮膚科
- リハビリテーション科
- 放射線科
- 麻酔科

## 交通アクセス
- JR四国土讃線多ノ郷駅下車、徒歩約5分。